# Бюзмеїн (футбольний клуб)
Бюзмеїн (туркм. «Büzmeýin» futbol kluby) — туркменістанський футбольний клуб з Абадану, північно-західного району столиці країни, міста Ашгабат.
У 1992—1998 році виступав у Йокарі-Лізі.

## Хронологія назв
- 1970: «Цементник» (Бюзмеїн)
- 1992: «Спорт» (Бюзмеїн)
- 1993: ФК «Бюзмеїн»

## Історія
Футбольний клуб «Цементник» засновано 1970 року в місті Бюзмеїн. Спочатку клуб виступав в аматорських турнірах. У 1970 та 1971 році здобував Кубок, а в 1973 році — чемпіонство Туркменської РСР.
У 1992 році під назвою «Спорт» (Бюзмеїн) дебютував у першому розіграші Вищої ліи Туркменістану. У підсумковій таблиці чемпіонату вище вказаного сезону посів 5-те місце. У 1993 році змінив назву на ФК «Бюзмеїн» та завоював срібні нагороди першості країни. У попередньому раунді сезону 1997/98 років початку посів 4-те місце, а потім у чемпіонській групі посів 6-те місце з 8-ми команд учасниць. Однак наступного року не вийшов на старт чемпіонату та був розформований.
У 2003 році місто змінило назву на Абадан, а в 2013 році воно було відокремлено від Ахалського велаята і включено до складу Ашгабата як етрап (адміністративна одиниця другого порядку).

## Досягнення
- Чемпіонат Туркменської РСР
  -  Чемпіон (1): 1973

- Кубок Туркменської РСР
  -  Володар (2): 1970, 1971

- Йокарі-Ліга
  -  Срібний призер (1): 1993

- Кубок Туркменістану
  - 1/2 фіналу (2): 1993, 1994

## Стадіон
Свої домашні матчі клуб проводив на стадіоні «Спорт топулми» в Абадані, на північному-заході Ашгабату, який вміщує 10 000 глядачів.